# Хмельове (Новоукраїнський район)
Хмельове́ — село в Україні, у Смолінській селищній громаді Новоукраїнського району Кіровоградської області. Населення становить понад 2500 осіб. Колишній центр Хмелівської сільської ради.

## Історія
В селі Хмельове Єлисаветградського повіту в другій половині XVIII століття мав свої основні маєтності генерал-аншеф Петро Абрамович Текелій. На його кошти, після отримання Текелієм однойменного ордену, тут було зведено церкву Олександра Невського. Хмельове виникло в середині XVIII ст. У цій місцевості царський генерал П. Текелій 1767 року отримав у дарунок від Катерини II 3160 десятин. Після зруйнування Запорізької Січі йому додатково наділено 2565 десятин земельних угідь. Першим поселенцям-втікачам від гніту польських панів та запорізькій голоті — генерал надавав деякі пільги, звільняючи їх від повинностей на 3 роки. З 1797 року Хмельове відоме як містечко, де проживало 448 чоловіків і 446 жінок. Усі вони були кріпаками спочатку П. Текелія, а згодом надвірного радника Акацатова.

### Друга Світова війна
31 липня 1941 року село захопили німецькі війська. Німці вбили 296 чоловік, вивезли до Німеччини 812 дівчат і хлопців. Мешканці села чинили опір німцям: саботували сільськогосподарські роботи, ховали від ворога хліб, худобу, уникали німецької каторги.
14 березня 1944 року село захопили радянські війська. У лавах Червоної Армії билися з німцями близько 300 місцевих жителів. 144 з них загинули. 286 нагороджені орденами й медалями. Землякам, що полягли на фронтах війни, споруджено меморіальний комплекс.

## Населення
Згідно з переписом УРСР 1989 року чисельність наявного населення села становила 3001 особа, з яких 1362 чоловіки та 1639 жінок.
За переписом населення України 2001 року в селі мешкало 2687 осіб.

### Мова
Розподіл населення за рідною мовою за даними перепису 2001 року:
| Мова       | Відсоток |
| ---------- | -------- |
| українська | 97,39 %  |
| російська  | 2,42 %   |
| білоруська | 0,07 %   |
| молдовська | 0,07 %   |
| гагаузька  | 0,04 %   |

## Відомі люди
У селі народились:
- Коваленко Юхим Іванович — «Отаман Залізняк із Хмельового».[6]
- Масельський Олександр Степанович (1936-1996) — український радянський діяч.
- Марушко Тетяна Вікторівна (* 1957) — український вчений-педіатр.
- Полонський Фелікс Михайлович (1941-2022) — заслужений художник України.